# Tharra tahitiensis
Tharra tahitiensis är en insektsart som beskrevs av Henry Fairfield Osborn 1934. Tharra tahitiensis ingår i släktet Tharra och familjen dvärgstritar. Inga underarter finns listade i Catalogue of Life.